# Partit Socialdemòcrata
Andorras Socialdemokratiska parti (PS) grundades 2000. I valet 4 mars 2001 fick partiet 28,7% av rösterna och med det sex mandat i Andorras parlamentet. Valet 2015 fick partiet 23,5% och fick då tre mandat. 2019 fick partiet 30,62% av rösterna och fick därmed fem mandat. Paritet är med i Socialistinternationalen.

## Val resultat nationellt
| År   | Partiledare      | Antal röster | %      | Mandat  |
| ---- | ---------------- | ------------ | ------ | ------- |
| 2001 | Jaume Bartumeu   | 3.083        | 28,7%  |         |
| 2005 | Jaume Bartumeu   | 4.711        | 36,9%  |         |
| 2009 | Jaume Bartumeu   | 6.610        | 45,0%  |         |
| 2011 | Jaume Bartumeu   | 5.397        | 34,8%  |         |
| 2015 | Pere López Agràs | 3.462        | 23,5%  |         |
| 2019 | Pere López Agràs | 5.445        | 30,62% | 5 av 28 |